# 20.ª etapa de la Vuelta a España 2018
La 20.ª etapa de la Vuelta a España 2018 tuvo lugar el 15 de septiembre de 2018 entre Las Escaldas-Engordany en Andorra y Coll de la Gallina sobre un recorrido de 97,3 km y fue ganada por el ciclista español Enric Mas del equipo Quick-Step Floors. El ciclista británico Simon Yates del equipo Mitchelton-Scott conservó el maillot de líder.

## Clasificación de la etapa
| \| Clasificación de la etapa \| Clasificación de la etapa \| Clasificación de la etapa \| Clasificación de la etapa \| Clasificación de la etapa \| \| Ciclista \| Ciclista \| Equipo \| Tiempo \| \| \| ------------------------- \| ------------------------- \| ------------------------- \| ------------------------- \| ------------------------- \| \| 1.º \| Enric Mas \| Quick-Step Floors \| 2 h 59 min 30 s \| \| \| 2.º \| Miguel Ángel López \| Astana \| + 0 s \| \| \| 3.º \| Simon Yates \| Mitchelton-Scott \| + 23 s \| \| \| 4.º \| Thibaut Pinot \| Groupama-FDJ \| + 54 s \| \| \| 5.º \| Rigoberto Urán \| EF Education First-Drapac \| + 57 s \| \| \| 6.º \| Wilco Kelderman \| Team Sunweb \| + 1 min 11 s \| \| \| 7.º \| Steven Kruijswijk \| LottoNL-Jumbo \| + 1 min 15 s \| \| \| 8.º \| David de la Cruz \| Team Sky \| + 2 min 17 s \| \| \| 9.º \| Nairo Quintana \| Movistar Team \| + 3 min 09 s \| \| \| 10.º \| Alejandro Valverde \| Movistar Team \| + 3 min 09 s \| \| |                    |                           |                 |
| |                    |                           |                 |
| Fuente: ProCyclingStats |                    |                           |                 |
| Clasificación de la etapa |                    |                           |                 |
| Ciclista | Ciclista           | Equipo                    | Tiempo          |
| 1.º | Enric Mas          | Quick-Step Floors         | 2 h 59 min 30 s |
| 2.º | Miguel Ángel López | Astana                    | + 0 s           |
| 3.º | Simon Yates        | Mitchelton-Scott          | + 23 s          |
| 4.º | Thibaut Pinot      | Groupama-FDJ              | + 54 s          |
| 5.º | Rigoberto Urán     | EF Education First-Drapac | + 57 s          |
| 6.º | Wilco Kelderman    | Team Sunweb               | + 1 min 11 s    |
| 7.º | Steven Kruijswijk  | LottoNL-Jumbo             | + 1 min 15 s    |
| 8.º | David de la Cruz   | Team Sky                  | + 2 min 17 s    |
| 9.º | Nairo Quintana     | Movistar Team             | + 3 min 09 s    |
| 10.º | Alejandro Valverde | Movistar Team             | + 3 min 09 s    |

## Clasificaciones al final de la etapa

### Clasificación general
| \| Clasificación general \| Clasificación general \| Clasificación general \| Clasificación general \| Clasificación general \| \| Ciclista \| Ciclista \| Equipo \| Tiempo \| \| \| --------------------- \| --------------------- \| ------------------------- \| --------------------- \| --------------------- \| \| 1.º \| Simon Yates \| Mitchelton-Scott \| 79 h 44 min 30 s \| \| \| 2.º \| Enric Mas \| Quick-Step Floors \| + 1 min 46 s \| \| \| 3.º \| Miguel Ángel López \| Astana \| + 2 min 04 s \| \| \| 4.º \| Steven Kruijswijk \| LottoNL-Jumbo \| + 2 min 54 s \| \| \| 5.º \| Alejandro Valverde \| Movistar Team \| + 4 min 28 s \| \| \| 6.º \| Thibaut Pinot \| Groupama-FDJ \| + 5 min 57 s \| \| \| 7.º \| Rigoberto Urán \| EF Education First-Drapac \| + 6 min 07 s \| \| \| 8.º \| Nairo Quintana \| Movistar Team \| + 6 min 51 s \| \| \| 9.º \| Ion Izagirre \| Bahrain-Merida \| + 11 min 09 s \| \| \| 10.º \| Wilco Kelderman \| Team Sunweb \| + 11 min 11 s \| \| |                    |                           |                  |
| |                    |                           |                  |
| Fuente: ProCyclingStats |                    |                           |                  |
| Clasificación general |                    |                           |                  |
| Ciclista | Ciclista           | Equipo                    | Tiempo           |
| 1.º | Simon Yates        | Mitchelton-Scott          | 79 h 44 min 30 s |
| 2.º | Enric Mas          | Quick-Step Floors         | + 1 min 46 s     |
| 3.º | Miguel Ángel López | Astana                    | + 2 min 04 s     |
| 4.º | Steven Kruijswijk  | LottoNL-Jumbo             | + 2 min 54 s     |
| 5.º | Alejandro Valverde | Movistar Team             | + 4 min 28 s     |
| 6.º | Thibaut Pinot      | Groupama-FDJ              | + 5 min 57 s     |
| 7.º | Rigoberto Urán     | EF Education First-Drapac | + 6 min 07 s     |
| 8.º | Nairo Quintana     | Movistar Team             | + 6 min 51 s     |
| 9.º | Ion Izagirre       | Bahrain-Merida            | + 11 min 09 s    |
| 10.º | Wilco Kelderman    | Team Sunweb               | + 11 min 11 s    |

### Clasificación por puntos
| Clasificación por puntos | Clasificación por puntos | Clasificación por puntos  | Clasificación por puntos | Clasificación por puntos |
| Ciclista                 | Ciclista                 | Equipo                    | Puntos                   |                          |
| ------------------------ | ------------------------ | ------------------------- | ------------------------ | ------------------------ |
| 1.º                      | Alejandro Valverde       | Movistar Team             | 131 pts                  |                          |
| 2.º                      | Simon Yates              | Mitchelton-Scott          | 104 pts                  |                          |
| 3.º                      | Miguel Ángel López       | Astana                    | 103 pts                  |                          |
| 4.º                      | Peter Sagan              | Bora-Hansgrohe            | 99 pts                   |                          |
| 5.º                      | Thibaut Pinot            | Groupama-FDJ              | 95 pts                   |                          |
| 6.º                      | Dylan Teuns              | BMC Racing Team           | 93 pts                   |                          |
| 7.º                      | Elia Viviani             | Quick-Step Floors         | 80 pts                   |                          |
| 8.º                      | Steven Kruijswijk        | LottoNL-Jumbo             | 80 pts                   |                          |
| 9.º                      | Enric Mas                | Quick-Step Floors         | 75 pts                   |                          |
| 10.º                     | Rigoberto Urán           | EF Education First-Drapac | 74 pts                   |                          |

### Clasificación de la montaña
| Clasificación de la montaña | Clasificación de la montaña | Clasificación de la montaña | Clasificación de la montaña | Clasificación de la montaña |
| Ciclista                    | Ciclista                    | Equipo                      | Puntos                      |                             |
| --------------------------- | --------------------------- | --------------------------- | --------------------------- | --------------------------- |
| 1.º                         | Thomas de Gendt             | Lotto-Soudal                | 95 pts                      |                             |
| 2.º                         | Bauke Mollema               | Trek-Segafredo              | 83 pts                      |                             |
| 3.º                         | Luis Ángel Maté             | Cofidis, Solutions Crédits  | 64 pts                      |                             |
| 4.º                         | Benjamin King               | Dimension Data              | 56 pts                      |                             |
| 5.º                         | Miguel Ángel López          | Astana                      | 45 pts                      |                             |
| 6.º                         | Simon Yates                 | Mitchelton-Scott            | 38 pts                      |                             |
| 7.º                         | Thibaut Pinot               | Groupama-FDJ                | 36 pts                      |                             |
| 8.º                         | Pierre Rolland              | EF Education First-Drapac   | 31 pts                      |                             |
| 9.º                         | Michael Woods               | EF Education First-Drapac   | 21 pts                      |                             |
| 10.º                        | Michał Kwiatkowski          | Team Sky                    | 20 pts                      |                             |

### Clasificación de la combinada
| Clasificación de la combinada | Clasificación de la combinada | Clasificación de la combinada | Clasificación de la combinada | Clasificación de la combinada |
| Ciclista                      | Ciclista                      | Equipo                        | Puntos                        |                               |
| ----------------------------- | ----------------------------- | ----------------------------- | ----------------------------- | ----------------------------- |
| 1.º                           | Simon Yates                   | Mitchelton-Scott              | 9 pts                         |                               |
| 2.º                           | Miguel Ángel López            | Astana                        | 11 pts                        |                               |
| 3.º                           | Alejandro Valverde            | Movistar Team                 | 18 pts                        |                               |
| 4.º                           | Thibaut Pinot                 | Groupama-FDJ                  | 18 pts                        |                               |
| 5.º                           | Enric Mas                     | Quick-Step Floors             | 22 pts                        |                               |
| 6.º                           | Steven Kruijswijk             | LottoNL-Jumbo                 | 29 pts                        |                               |
| 7.º                           | Rigoberto Urán                | EF Education First-Drapac     | 43 pts                        |                               |
| 8.º                           | Nairo Quintana                | Movistar Team                 | 47 pts                        |                               |
| 9.º                           | Rafał Majka                   | Bora-Hansgrohe                | 47 pts                        |                               |
| 10.º                          | David de la Cruz              | Team Sky                      | 76 pts                        |                               |

### Clasificación por equipos
| Clasificación por equipos | Clasificación por equipos                | Clasificación por equipos | Clasificación por equipos |
| Equipo                    | Equipo                                   | Tiempo                    |                           |
| ------------------------- | ---------------------------------------- | ------------------------- | ------------------------- |
| 1.º                       | Movistar Team                            | 239 h 45 min 40 s         |                           |
| 2.º                       | Bahrain-Merida                           | + 45 min 36 s             |                           |
| 3.º                       | Bora-Hansgrohe                           | + 47 min 57 s             |                           |
| 4.º                       | AG2R La Mondiale                         | + 48 min 10 s             |                           |
| 5.º                       | EF Education First-Drapac p/b Cannondale | + 58 min 49 s             |                           |
| 6.º                       | Dimension Data                           | + 1 h 31 min 01 s         |                           |
| 7.º                       | Astana                                   | + 1 h 37 min 13 s         |                           |
| 8.º                       | Euskadi Basque Country-Murias            | + 1 h 47 min 50 s         |                           |
| 9.º                       | Cofidis, Solutions Crédits               | + 3 h 30 min 27 s         |                           |
| 10.º                      | Katusha-Alpecin                          | + 3 h 35 min 30 s         |                           |

## Abandonos
Ninguno.